# 자와구관조
자와구관조(영어: Javan myna, 인도네시아어: kerak kerbau, 학명: Acridotheres javanicus)는 찌르레기과 인도구관조속에 속한 구관조의 일종이다. 발리섬과 자와섬이 원산지이며, 다른 아시아 국가들에 퍼졌다.

## 같이 보기
- 구관조
- 검은머리갈색찌르레기